# 唐壬森故居及本保殿
唐壬森故居与本保殿，位于中华人民共和国浙江省金华市兰溪市云山街道桃花坞51号，为清代进士、副都御史唐壬森（1805-1891年）故居，雕刻精美。桃花坞41号本保殿为唐壬森倡建，座西朝东，单檐歇山顶，与对面寻芳亭之间设穿廊。
1997年9月2日，唐壬森故居与本保殿公布为第四批兰溪市文物保护单位。